# (33482) 1999 GO4
1999 GO4 (asteroide 33482) é um asteroide da cintura principal. Possui uma excentricidade de 0.12072120 e uma inclinação de 6.79661º.
Este asteroide foi descoberto no dia 10 de abril de 1999 por Korado Korlević em Visnjan.